# Скорошиці (гміна)
Скорошиці (пол. Gmina Skoroszyce) — сільська гміна у південно-західній Польщі. Належить до Ниського повіту Опольського воєводства. Адміністративний центр — село Скорошиці.
Станом на 31 грудня 2011 у гміні проживало 6424 особи.

## Площа
Згідно з даними за 2007 рік площа гміни становила 103.61 км², у тому числі:
- орні землі: 87.00 %
- ліси: 4.00 %

Таким чином, площа гміни становить 8.47 % площі повіту.

## Населення
Станом на 31 грудня 2011:
| Опис     | Загалом | Загалом | Чоловіки | Чоловіки | Жінки | Жінки |
| -------- | ------- | ------- | -------- | -------- | ----- | ----- |
| одиниця  | осіб    | %       | осіб     | %        | осіб  | %     |
| все      | 6424    | 100     | 3222     | 50.16    | 3202  | 49.84 |
| міське   | 0       | 100     | 0        |          | 0     |       |
| сільське | 6424    | 100     | 3222     | 50.16    | 3202  | 49.84 |

## Сусідні гміни
Гміна Скорошице межує з такими гмінами: Ґродкув, Ламбіновиці, Немодлін, Пакославиці.